# Irpiň (řeka)
Irpiň (ukrajinsky Ірпінь) je řeka v Žytomyrské a v Kyjevské oblasti na Ukrajině. Je 162 km dlouhá. Povodí má rozlohu 3 340 km².

## Průběh toku
Pramení na severozápadním okraji Přidněprské vysočiny a teče nížinatou krajinou. Ústí zprava do Kyjevské přehrady na Dněpru.

## Vodní režim
Zdrojem vody jsou převážně sněhové srážky. Po celé délce je řeka regulovaná zdymadly.

## Přítoky
- levé – Kalynivka, Žarka, Svynarijka, Veďmanka, Lupa, Kudeľa, Trubyšče, Buča, Rokač, Kozka
- pravé – Kryvjanka, Bilka, Šynkarivka, Vepryk, Unava, Prytvarka, Nyvka, Ľubka, Horenka, Moščunka

## Využití
Využívá se na zavlažování. V letech 1947–1951 byl postaven odvodňovací a zavlažovací systém, který zúrodnil bažinaté údolí řeky a z něj je od té doby zásobován Kyjev brambory a zeleninou. Na řece leží město Irpiň.